# Шнитников, Евгений Петрович
Евгений Петрович Шнитников (8 сентября 1953 — 6 августа 1996) — начальник разведотделения нижегородского СОБРа, капитан милиции, Герой Российской Федерации (18.12.1997, посмертно).

## Биография
Евгений Шнитников родился 8 сентября 1953 года в городе Пермь. В детстве занимался в Клубе юных кинологов во дворце пионеров (г. Горький). Закончил Дзержинский химико-механический техникум
Срочную службу проходил в пограничных войсках в 1972—1975 годах.
В 1975 году поступил на службу в органы внутренних дел в Автозаводской РУВД Нижнего Новгорода на должность инспектора-кинолога; впоследствии служил на различных должностях: милиционер-водитель, сотрудник бюро криминального поиска, командир взвода полка ППСМ, оперуполномоченный СОБР УВД Нижегородской области, оперуполномоченный СОБР Волго-Вятского регионального управления по борьбе с организованной преступностью.
В 1982 году и в 1983—1984 годах проходил командировки в Афганистане, за которые был отмечен медалями «От благодарного афганского народа» и «За боевые заслуги».
В 1990-е годы трижды направлялся в служебные командировки в Чечню.
6 августа 1996 года Е. П. Шнитников в составе нижегородского СОБРа участвовал в защите здания УБОП при МВД Чечни. После попадания в БТР, за рулем которой он находился, был ранен стрелок-наводчик. Заменив стрелка, Е. П. Шнитников огнём пулемёта обеспечивал отход бойцов и уничтожил двух снайперов, гранатометчика и четверых автоматчиков противника. В этом бою Евгений Петрович был дважды ранен и бойцами СОБРа был занесён в здание УБОП, но спасти его не удалось. Бойцы СОБРа в этом здании продержались три недели, потом вышли из окружения.
Похоронен в Нижнем Новгороде на Старом Автозаводском кладбище.
Звание Героя Российской Федерации капитану милиции Евгению Петровичу Шнитникову присвоено посмертно указом Президента Российской Федерации № 1342 от 18 декабря 1997 года.

## Награды
- Медаль «Золотая Звезда» Героя Российской Федерации
- Орден Мужества
- Медаль ордена «За заслуги перед Отечеством» II степени
- Медаль «За боевые заслуги»
- Медаль «За безупречную службу» 1, 2, 3 степеней
- Медаль «От благодарного афганского народа» (Афганистан)

## Память
- В Нижнем Новгороде именем Е. П. Шнитникова названа улица, а на доме, где он жил, установлена мемориальная доска.
- В Нижнем Новгороде именем Е. П. Шнитникова названа школа № 12.
- В Нижнем Новгороде, в Клубе юных кинологов Дворца детского (юношеского) творчества им. В. П. Чкалова, ежегодно проводится чемпионат, посвящённый Евгению Петровичу.